# Lê Lợi, Thạch An
Lê Lợi là một xã thuộc huyện Thạch An, tỉnh Cao Bằng, Việt Nam.

## Địa lý
Xã Lê Lợi nằm ở phía đông nam huyện Thạch An, có vị trí địa lý:
- Phía đông giáp tỉnh Lạng Sơn
- Phía tây giáp thị trấn Đông Khê và các xã Đức Xuân, Lê Lai
- Phía bắc giáp xã Đức Long và xã Thụy Hùng.

Xã Lê Lợi có diện tích 37,73 km², dân số năm 2019 là 1.796 người, mật độ dân số đạt 48 người/km².
Trên địa bàn xã Lê Lợi có một số ngọn núi như: Bà Mạy Slàng, Tốc Xì, Lũng Mu, Khau Cà, Lũng Vai, Nà Pí và một số đồi như: Bà Mạu Lềm, Bá Kha Trái. Các con suối chảy trên địa bàn xã là Nà Hang, Nà Ngườm, Bó Luông.

## Lịch sử
Địa bàn xã Lê Lợi hiện nay trước đây vốn là hai xã Lê Lợi và Danh Sỹ thuộc huyện Thạch An.
Ngày 9 tháng 9 năm 2019, Hội đồng Nhân dân tỉnh Cao Bằng ban hành Nghị quyết số 27/NQ-HĐND về việc sáp nhập một số xóm thuộc hai xã Lê Lợi và Danh Sỹ.
Trước khi sáp nhập, xã Lê Lợi có diện tích 16,19 km², dân số là 1.032 người, mật độ dân số đạt 64 người/km², có 3 xóm: Bản Siềng, Nà Niếng, Nà Tậu. Xã Danh Sỹ có diện tích 21,54 km², dân số là 764 người, mật độ dân số đạt 35 người/km², có 3 xóm: Bản Bung, Bản Pằng, Bản Nhận.
Ngày 10 tháng 1 năm 2020, Ủy ban Thường vụ Quốc hội ban hành Nghị quyết số 864/NQ-UBTVQH14 về việc sắp xếp các đơn vị hành chính cấp huyện, cấp xã thuộc tỉnh Cao Bằng (nghị quyết có hiệu lực từ ngày 1 tháng 2 năm 2020). Theo đó, sáp nhập toàn bộ diện tích và dân số của xã Danh Sỹ vào xã Lê Lợi.

## Hành chính
Xã Lê Lợi được chia thành 6 xóm: Bản Bung, Bản Nhận, Bản Pằng, Bản Siềng, Nà Niếng, Nà Tậu.